# تجمع بدو دلاء (غيل بن يمين)

تعديل مصدري - تعديل

تجمع بدو دلاء هي إحدى قرى عزلة غيل بن يمين بمديرية غيل بن يمين التابعة لمحافظة حضرموت، بلغ تعداد سكانها 86 نسمة حسب تعداد اليمن لعام 2004.